# Monika Czerniewska
Monika Czerniewska (ur. 1960 w Gdańsku) – polska poetka, prozatorka, tłumaczka dziennikarka i ikonografka.  Debiutowała opowiadaniem pt. Gniazdo w „Młodej Sztuce”. Publikowała swoje teksty w „Integracjach” i „Autografie”. Współpracowała z czasopismami „Wybrzeże” i „As”. 

## Twórczość
- 24 IV 2000 (wiersz w „Literackiej Polsce”, 2002)[1]
- Arkadia płonie (wiersze, 1999)[1][2]
- Aż do śmierci (tłum., 1996, 2021)[2]
- Barwy (w „Literackiej Polsce”, 2003)[1]
- Cmentarze... i inne ogrody uciech (opow., 2003)[1][2]
- Czarodzieje krzyczą szeptem (wiersze, 2000)[1][2]
- Dworzec (w „Autografie”, 1990 i „Integracjach”, 1992)[1]
- Herbatka u markiza de Sade... (poezje, 1993)[2]
- Historia pewnego opętania (opow., 2002)[1][2]
- Jestem ostatnia...[potrzebny przypis]
- Koty i ich artyści[potrzebny przypis]
- Krótkie opowiadania z pogranicza (1995)[2]
- Modlitewnik heretyczki (wiersze, 2001)[1][2]
- Na ziemi Izraela (tłum., 1996)[2]
- Opętanie (wiersz w „Literackiej Polsce”, 2002)[1]
- Pocztówka z Madagaskaru[potrzebny przypis]
- Przyjaciółki (tłum., 1997, 2006)[2]
- Ptak w tunelu. Ballada o miłości (powieść, 1991)[1][2][3]
- Sen o Weronie (wiersze, 1994)[1]
- Sny mojego lustra (opowiadanie, 2005)[1]
- Śmierć kolibra (poezje, 1999)[2]
- Uszka i ogonki[potrzebny przypis]
- Wiersze z czasu zarazy[potrzebny przypis]
- Witaj Europo[potrzebny przypis]
- Wyrok (wiersz w „Literackiej Polsce”, 2002)[1]
- Znajomi z Sopotu[potrzebny przypis]
- Mój przyjaciel Bóg (poezja 2024)